# 鍾邦柱
鍾邦柱（1952年—），中央研究院生命科学组院士。第五屆台灣女科學家「傑出獎」得主。專長是類固醇功能與調控，斑馬魚發育，小鼠動物模式與基因調控。。現為中研院分子生物所特聘研究員。

## 個人生平
鍾邦柱出生於台南縣麻豆鎮，有六個兄弟姊妹。高中時就讀北一女中，升高二時她同時對語言及數理科學都有興趣，但最終選擇了理組。讓她下定決心選擇理組的關鍵，是因為陳之藩。由於她很喜歡陳之藩的作品，原來讀科學的人也可以寫出優美的文學作品，因此決定以他為典範，期許自己未來可以跟他一樣以文理雙向發展。這就是鍾邦柱走上科學之路的開始。
而後就讀台大化學系，並於1979年美國賓州大學取得生物化學博士學位之後，繼續在普度大學生物化學系進行博士後研究。1982年開始，鍾邦柱博士擔任加州大學舊金山分校博士後研究員，受到指導教授的影響，決定踏入類固醇荷爾蒙的研究。
鍾邦柱博士於1986年，中研院分生所甫成立時即加入工作，為台灣的研究紮根。二十多年來，研究荷爾蒙基因的突變與調控，成果斐然，其研究特色為用多種不同方法來探討荷爾蒙的調控，有豐富且深入的成果，其著作多發表在國際上一流期刊，包括著名的《自然》期刊(Nature)。她的發現，不僅具學術意義，也有臨床與應用價值。

## 研究成果
類固醇是重要的荷爾蒙，在醫學與農學上用途很多，但是副作用也很廣泛。而它的調控方式，變化很多，也是目前醫藥界努力想要了解的題目。鍾邦柱博士的研究工作，正是沿著這個方向進行。成果有以下諸項：
1. 利用斑馬魚，了解類固醇的新功能：使用斑馬魚，發現固醇類的孕烯醇酮，有促進細胞移動的功能，論文刊登於著名的「自然」期刊。了解胚胎的發育以及其機轉，促成新藥開發，以保護神經細胞。
2. 建立小鼠的動物模式：製造出類固醇合成有缺陷的小鼠，用以研究類固醇缺失所造成的小鼠的問題，藉以了解類固醇的功能與調控。對醫藥的研究很重要。
3. 了解類固醇基因調控的機制：知道類固醇的分泌，受到一重要轉錄因子SF-1的作用。此因子如何受到調節，也被仔細探討，成果發表在重要國際期刊上。
4. 闡述類固醇缺失遺傳疾病的原因及檢測：了解人類先天性荷爾蒙不平衡的重要原因，是CYP21基因的突變。對此疾病的基因突變與病情的關係，做詳細的檢測。設計了產前診斷，嘉惠病人及家屬。

## 行政經歷
- 1986～1991年，中央研究院分子生物研究所副研究員
- 1991～2003年，中央研究院分子生物研究所研究員
- 1999～2001年，中央研究院學術諮詢總會副執行秘書
- 2001～2004年，中央研究院學術諮詢總會執行秘書
- 2003～迄今，中央研究院分子生物研究所特聘研究員
- 2005～2007年，國科會生物處處長
- 2011～迄今，中央研究院分子生物研究所副所長

## 學術獎項[5]
- 1993年，李卓皓紀念基金會荷爾蒙研究獎
- 1989～2000年，國科會傑出研究獎4次與傑出特約研究員
- 1998年，亞太分子生物聯盟會員
- 2006年，教育部學術獎
- 2007年，侯金堆學術獎
- 2008～2013年，獲選執行國科會尖端計畫
- 2020年，當選世界科學院2020新任院士[6]